# Сан-Педру-да-Кова
Сан-Педру-да-Кова (порт. São Pedro da Cova)  —  район (фрегезия) в Португалии,  входит в округ Порту. Является составной частью муниципалитета  Гондомар. Находится в составе крупной городской агломерации Большой Порту. По старому административному делению входил в провинцию Дору-Литорал. Входит в экономико-статистический  субрегион Большой Порту, который входит в Северный регион. Население составляет 17 324 человека на 2001 год. Занимает площадь 14,42 км².
Покровителем района считается Апостол Пётр (порт. São Pedro).